# Dækshus (skib)
Et dækshus er en overbygning, som er anbragt på enten et skibs fribordsdæk  eller overbygningsdæk.
Et dækshus sider danner ikke en fortsættelse af skibssiderne, og er ikke et styrkeelement i et fartøjs opbygning, men skal opfylde et klassifikationsselskabs krav til et skibs opbygning, det vil sige at dækshuset konstrueres og befæstes så solidt, på relevante dæk, at de besidder tilstrækkelig lokal styrke.
Dækshuse benyttes til beboelse, navigering, nedgang til pumperum, maskinrum til losse- og laste faciliteter etc.
Flere dækshuse kan bygges oven på hinanden, overbygningsdæk,  som promenadedæk, bådedæk, komandobro etc.

## Ekstern henvisning og kilde
- Lærebog i Skibsteknik af Knud Hansen og H. A. Guldhammer, 1961, afsnit 74, side 92